# Leinster Airport
Leinster Airport är en flygplats i Australien. Den ligger i kommunen Leonora och delstaten Western Australia, omkring 650 kilometer nordost om delstatshuvudstaden Perth.
Trakten runt Leinster Airport är nära nog obefolkad, med mindre än två invånare per kvadratkilometer..
Omgivningarna runt Leinster Airport är i huvudsak ett öppet busklandskap. Genomsnittlig årsnederbörd är 330 millimeter. Den regnigaste månaden är januari, med i genomsnitt 81 mm nederbörd, och den torraste är augusti, med 1 mm nederbörd.